# Лукан из Сабионы

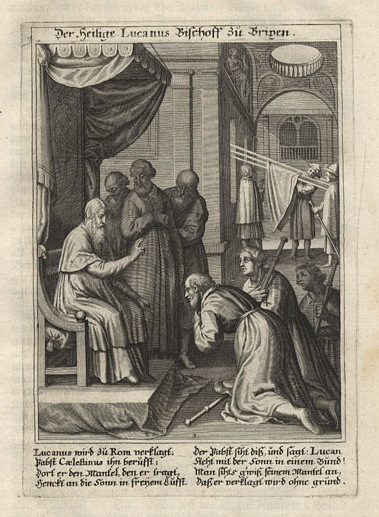
Святой Лукан преклоняет колена перед папой Римским Целестином, получая благословение. Гравировка по меди, 1714

Лукано (V век) — святой епископ Сабионы. День памяти — 20 июля.
Святой Лукан (Lucanus of Sabiona, или Lucanus of Säben, ит.:San Lucano или Lugano, нем.: Lukan von Säben)
был святым, имя которого связывают с Доломитами и Тиролем.
По преданию, во время голода в своей епархии он благословил потребление постом молока, масла и сыра в случае, когда удавалось достать эти продукты. В этом он был обвинён своими врагами. По этому поводу в 424 году он был вызван в Рим папой Римским Целестином I. Несмотря на почтенный возраст, он отправился в путешествие в сопровождении единственного слуги. По дороге их лошадь задрал медведь. Святитель Лукан во Имя Господне повелел медведю везти их в Рим. Зверь был оседлан и запряжен, после чего путешествующие отправились в дальнейший путь.
Остановившись на ночь в гостинице в Сполето, святой Лукан обнаружил там жену местного помещика, страдавшую от отёков. По молитвам святого у её одра, больная была исцелена.
По дороге в Рим святой отправил в качестве дара Папе Римскому св.Целестину стаю куропаток. По прибытии святой не обнаружил в папской резиденции, где можно было бы повесить мокрый плащ для просушки. Плащ был повешен на лучи света, пробивавшиеся из окна. Святой папа Целестин узрел, что на святом Лукан почивает Милость Божия, простил его и отпустил с благословением и щедрыми дарами.
По возвращении святой Лукан был вновь изгнан недоброжелателями. Он поселился в долине Агордо, что в современной провинции Беллуно, Италия. Там ему дала пищу жена по имени Аватия, ныне почитаемая в тех краях святой. В тех краях святой Лукан явил многие чудеса, там же он и отошёл ко Господу 20 июля. Его честная глава покоится в Агордо, в то время как тело почивает в соборе Беллуно.
В начале XVI века житие святого было составлено нотариусом Беллуно, Петером Паулем Диолатисом (Diolaitis).

## Почитание
Карл Пфаунлерт (Carl Pfaundlert) в своей книге Heiliger Tyroler-Ehrenglanz oder Lebensgeschichten Heiliger, seliger, gottseliger, frommer und ausgezeichneter Tyroler, опубликованной в 1843 году, писал относительно почитания святого Лукана:
- в Бриксене до начала XVII века было почти ничего не известно о св.Лукане: старинные списки епископов и иные богослужебные книги  о нём  не упоминали;
- лишь после того как епископом Иеронимом Отто Агриколой (Hieronymus Otto Agricola) был перепечатан бревиарий Бриксена  1604 года, св. Лукан с 1621 года стал упоминаться среди святых-покровителей собора в Бриксене (Brixen Cathedral) и он стал там официально почитаться. Однако перед этим он в течение достаточно продолжительного времени почитался в храме в Беллуно, как епископ Сабионы (Säben);
- его почитание приумножилось после 1658 года, когда Антон фон Кроссини (Anton von Crosini), епископ Бриксенский, отправил каноника Иоанна Андреаса фон Росси в Беллуно (Johann Andreas von Rossi), чтобы принести оттуда в Бриксен частицы мощей святого. После того, как было достигнуто соглашение с Дожей и Высшим Советом Венеции, а также с администрацией и членами совета Беллуно, фон Росси взял лопатку и ребро святого, с которыми вернулся в Бриксен 3 октября 1658 года. Св. мощи сначала были помещены в церковь ордена Капуцинов в Бриксене до ближайшего воскресения, 6 октября, когда они торжественно были перенесены в место упокоения в собор Бриксена. Праздничным днём было установлено 20 июля, но только для города Бриксен, а не для всей епархии. В этот день мощи особо почитаются публично, иногда вместе с мощами других святых, пребывающих в храме, их несут в составе процессии.

В 1814 году мощи св. Лукана были помещены в новые реликварии, такие же как реликварии для других святых епархии: св. Ингенуина, св.  Альбуина и Хартманна Бриксенского (Hartmann).
Мощи св.Лукана по сей день почивают в en:Belluno Cathedral/соборе Беллуно и в Бриксене.
Его память совершается 20 июля и 27 июля.

## Покровительство

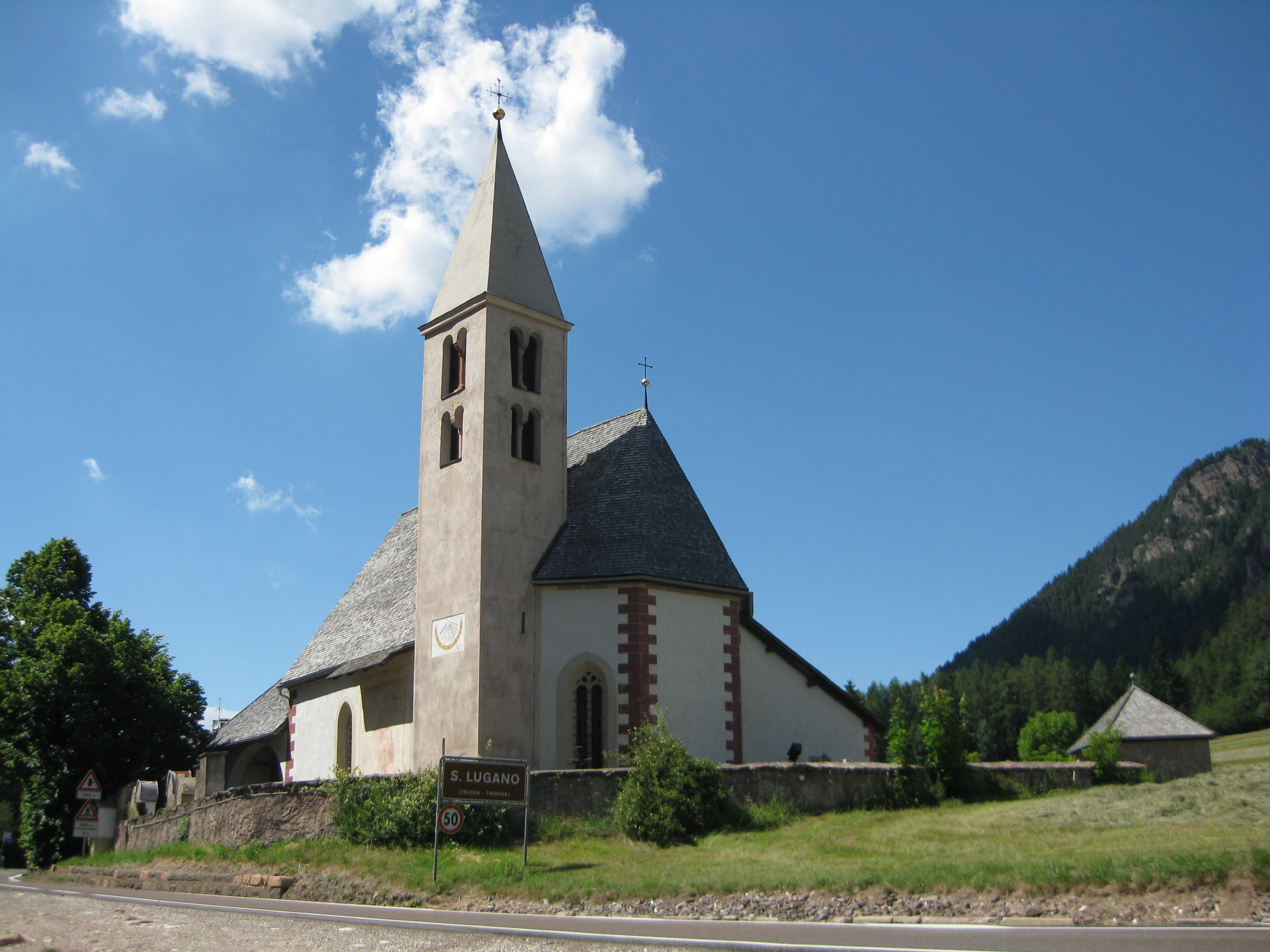
Приходской храм св.Лукана в Сан Лугано (San Lugano, Труден), Южный Тироль

К святому Лукану, как к покровителю, обращаются при водянке.
Селение Сан Лугано в регионе Трентино — Альто-Адидже  названо в его честь, там же, в честь него освящён приходской храм. В епархии Епархия Беллуно-Фельтре имеются по крайней мере два храма, освящённых в честь святого (San Lucano или San Lugano).
Перевал Сан Лугано в Альпах, ведущий из Этшталь в Валь-ди-Фьемме, иначе Фляймшталь (Fleimstal) и в долину около Агордо , носит имя святого, так как предполагалось, что святой останавливался там до и после своего падения.

## Иконография
Святого изображают в митре и с плащом, наброшенным на солнечный луч.
Также его изображают скачущим на медведе. Этот же мотив встречается в житиях свв. Ромедия и Корбиниана, подвизавшихся в географически близких областях.

## Разное
Не следует путать святого Лукана со святым Луканом из Луаньи (Lucanus de Loigny), Босэ. Французский святой мученик жил в V веке. Он был обезглавлен, его память совершается 30 октября. Его мощи почивают в Нотр-Дам-де-Пари, Париж.
Известный город Лугано в Тичино, Швейцария, назван не в честь этого святого.